# Papaléo Paes
João Bosco Papaléo Paes GOMM (Belém, 27 de agosto de 1952 — Macapá, 25 de junho de 2020) foi um médico e político brasileiro filiado ao Progressistas (PP), pelo qual foi vice-governador do Amapá. Pelo Partido Trabalhista Brasileiro (PTB) foi senador pelo mesmo estado, além de prefeito de Macapá pelo Partido da Social Democracia Brasileira (PSDB).

## Biografia
Médico cardiologista formado na Universidade Federal do Pará, chegou a exercer a profissão no Hospital Miguel Couto da cidade do Rio de Janeiro.
Foi candidato em 1990 ao governo do Amapá pelo Partido de Reedificação da Ordem Nacional (PRONA), ficando em terceiro lugar, sendo derrotado por Aníbal Barcelos, do PFL, Gilson Rocha, PT, que disputaram o segundo turno, sendo eleito o pefelista.

### Prefeitura de Macapá
Em 1992 foi eleito prefeito de Macapá, capital do estado, pelo Partido da Social Democracia Brasileira (PSDB). Depois do fim de seu mandato como prefeito, em 1998, foi vice da chapa de Waldez Góes pelo Partido Social Cristão (PSC) para governador do Amapá, mas ambos acabaram perdendo no segundo turno para o atual governador da época, João Capiberibe.
Candidatou-se novamente em 2000 a prefeito de Macapá, desta vez pelo Partido Trabalhista Brasileiro (PTB), perdendo para João Henrique Pimentel por uma diferença de 415 votos.

### Senado Federal
Nas eleições de 2002, Papaléo candidatou-se ao Senado Federal, sendo eleito em primeiro lugar com 124 417 votos (28,4%) junto de seu adversário, João Capiberibe, que alcançou o segundo lugar. Em 2004, Papaléo foi admitido pelo presidente Luiz Inácio Lula da Silva ao grau de Grande-Oficial especial da Ordem do Mérito Militar.
Após rápida passagem pelo Partido do Movimento Democrático Brasileiro (PMDB, atual MDB), retorna ao PSDB em 2005. Em 2006, tentou novamente o governo do estado do Amapá, ficando em terceiro lugar. Por indicação de Aécio Neves, o ex-prefeito de Macapá ocupava o cargo de conselheiro da Companhia Energética de Minas Gerais (CEMIG). Em 2010 disputou uma das vagas ao senado, mas ficou em quarto lugar.

### Governo do Amapá
Filiando-se ao Partido Progressista (PP; atual Progressistas), candidatou-se a vice-governador do estado pela coligação de Waldez Góes do PDT, novamente como em 1998. Dessa vez, acabaram vencendo no segundo turno Camilo Capiberibe, então governador e filho de João Capiberibe, por quem tinham perdido em 1998.
Renunciou ao cargo de vice-governador no dia 7 de agosto de 2018. Papaléo foi aliado do senador José Sarney no estado.

## Morte
Na noite do dia 25 de junho de 2020, Paes morreu de infecção generalizada provocada pela COVID-19. O mesmo se encontrava internado a mais de uma semana, sendo transferido de hospital devido as gravidades. O seu enterro foi realizado no dia 26, em Belém do Pará.